# Ocellularia verrucomarginata
Ocellularia verrucomarginata är en lavart som beskrevs av Patw., Sethy & Nagarkar 1986. Ocellularia verrucomarginata ingår i släktet Ocellularia och familjen Thelotremataceae.   Inga underarter finns listade i Catalogue of Life.